# Guus Hiddink
Guus Hiddink (født 8. november 1946 i Varsseveld, Holland) er en tidligere hollandsk fodboldspiller og senere træner, der står i spidsen for Chelsea F.C.. Han har tidligere trænet en lang række klubber og landshold, mest nævneværdigt PSV Eindhoven i hjemlandet, som han førte til triumf i Mesterholdenes Europa Cup.

## Aktive karriere
Hiddinks aktive spillerkarriere var ikke præget af samme succes som hans senere karriere som træner skulle vise sig at blive. Han var primært tilknyttet klubben De Graafschap, men havde også et to-årigt ophold i storklubben PSV Eindhoven, hvor han senere blev træner, samt i NEC Nijmegen. Han spillede desuden i to omgange i amerikanske klubber.

## Trænerkarriere
Efter at have indstillet sin aktive karriere blev Hiddink træner. Hans første job var da han fra 1982 til 1984 stod i spidsen for De Graafschap, som han også var tilknyttet som spiller. Efter fra 1984 til 1987 at have været klubbens assistenttræner, overtog han i 1987 cheftrænerhvervet i PSV Eindhoven. Her var han tilknyttet i tre sæsoner, som endte i både tre hollandske mesterskaber og triumf i Mesterholdenes Europa Cup i 1988.
Efter at have haft kortere ophold som cheftræner i henholdsvis tyrkiske Fenerbahçe og Spanien|spanske Valencia blev Hiddink i 1994 tilknyttet Hollands landshold som cheftræner. Her var han med til at nå kvartfinalerne ved EM i 1996 og semifinalen ved VM i 1998, i sidstnævnte blandt andet efter en flot kvartfinalesejr over Argentina. Efter at være stoppet som hollandsk landstræner havde Hiddink ikke stort held i Spanien, hvor det ikke lykkedes ham at føre hverken Real Madrid eller nyrige Real Betis til nævneværdig succes.
Hiddinks andet landstrænerjob var da han fra 2001 til 2002 stod i spidsen for Sydkorea, der sammen med Japan skulle være vært for VM i 2002. Hiddink opnåede status som folkehelt i Sydkorea da han førte holdet til turneringens fjerdeplads, efter undervejs at have besejret både Italien og Spanien. Man fandt så senere ud af at triumfen var grundet matchfixing. Herefter rejste han tilbage til PSV Eindhoven, som han over de følgende fire år førte til yderligere tre hollandske mesterskaber og en semifinaleplads i Champions League. Sideløbende med sit job i PSV var han fra 2005 til 2006 ansvarshavende for Australiens landshold, som han førte til VM i 2006, hvor holdet nåede 1/8-finalen.
Fra 2006 til 2010 besad Hiddink jobbet som træner for det russiske landshold, som han førte til semifinalerne ved EM i 2008, efter blandt andet at have besejret Holland i kvartfinalen. Det lykkedes dog ikke at få kvalificeret landet til VM i fodbold 2010. Endnu en gang havde Hiddink i en periode et sideløbende job, idet engelske Chelsea efter at have fyret brasilianeren Luis Scolari hentede hollænderen ind til den sidste del af sæsonen, hvor han hjalp holdet til triumf i FA Cuppen.
Hiddink overtog pr. 1. august 2010 jobbet som træner for det tyrkiske landshold, og d. 11. august vandt holdet 2-0 over Rumænien. Hiddink trådte tilbage som landstræner efter at Tyrkiet tabte Play-Off kampene til EURO 2012 mod Kroatien med samlet 3-0.
Den 17. Februar 2012 skrev Hiddink kontrakt med den russiske klub FC Anzhi Makhatjkala.

## Titler som træner
Æresdivisionen
- 1987, 1988 og 1989, 2003, 2005 og 2006 med PSV Eindhoven

KNVB Cup
- 1988, 1989, 1990 og 2005 med PSV Eindhoven

Mesterholdenes Europa Cup
- 1988 med PSV Eindhoven

Intercontinental Cup
- 1998 med Real Madrid

FA Cup
- 2009 med Chelsea